# Maurílio Silva
Maurílio Silva (Ipanema, 3 de junho de 1946 – Brasília, 14 de abril de 2025) foi um administrador de empresas, missionário e político brasileiro. Integrou a Câmara Legislativa do Distrito Federal em sua primeira legislatura, de 1991 a 1995.

## Carreira
Formado pelo Seminário Teológico em Jacksonville, Silva trabalhou como gerente da Pibigás do Brasil S/A na década de 1960 e 1976 se tornou pastor da Igreja Tabernáculo Evangélico de Jesus. Enquanto filiado ao Partido Trabalhista Renovador (PTR), foi eleito para a Câmara Legislativa na eleição de 1990 com 4 198 votos. Como deputado distrital, foi líder do governo.
Após o término de seu mandato parlamentar, Silva foi secretário de Governo e se aposentou como conselheiro do Tribunal de Contas do Distrito Federal (TCDF).

## Morte
Maurílio morreu no dia 14 de abril de 2025 aos 78 anos.